# Monastero di Santa María de El Paular
Il monastero reale di Santa María de El Paular (Real Monasterio de Santa María de El Paular in spagnolo) è un monastero fondato nel 1390 nel comune di Rascafría, sul versante madrileño della Sierra de Guadarrama, nella Comunità di Madrid (Spagna); fu per 450 anni una certosa e, dal 1954, un'abbazia benedettina. 

## Storia
Per ordine di Enrico II di Castiglia i lavori di costruzione del cenobio certosino iniziarono nel 1390 e si prolungarono per vari secoli. Fu la prima fondazione dell'ordine di San Bruno in Castiglia. L'ubicazione fu scelta dal monarca e, secondo la tradizione, egli decise che il monastero fosse dell'ordine certosino per il fatto che, durante la guerra in Francia, il suo esercito aveva incendiato un monastero dello stesso ordine. Enrico II si occupò di indicare al figlio, il futuro re Giovanni I di Castiglia, il sito esatto della costruzione, vicino ad una cappella conosciuta come Santa María de El Paular. Questa cappella tuttora sopravvive anche se è stata ribattezzata cappella di Nostra Signora di Montserrat.

### Costruzione

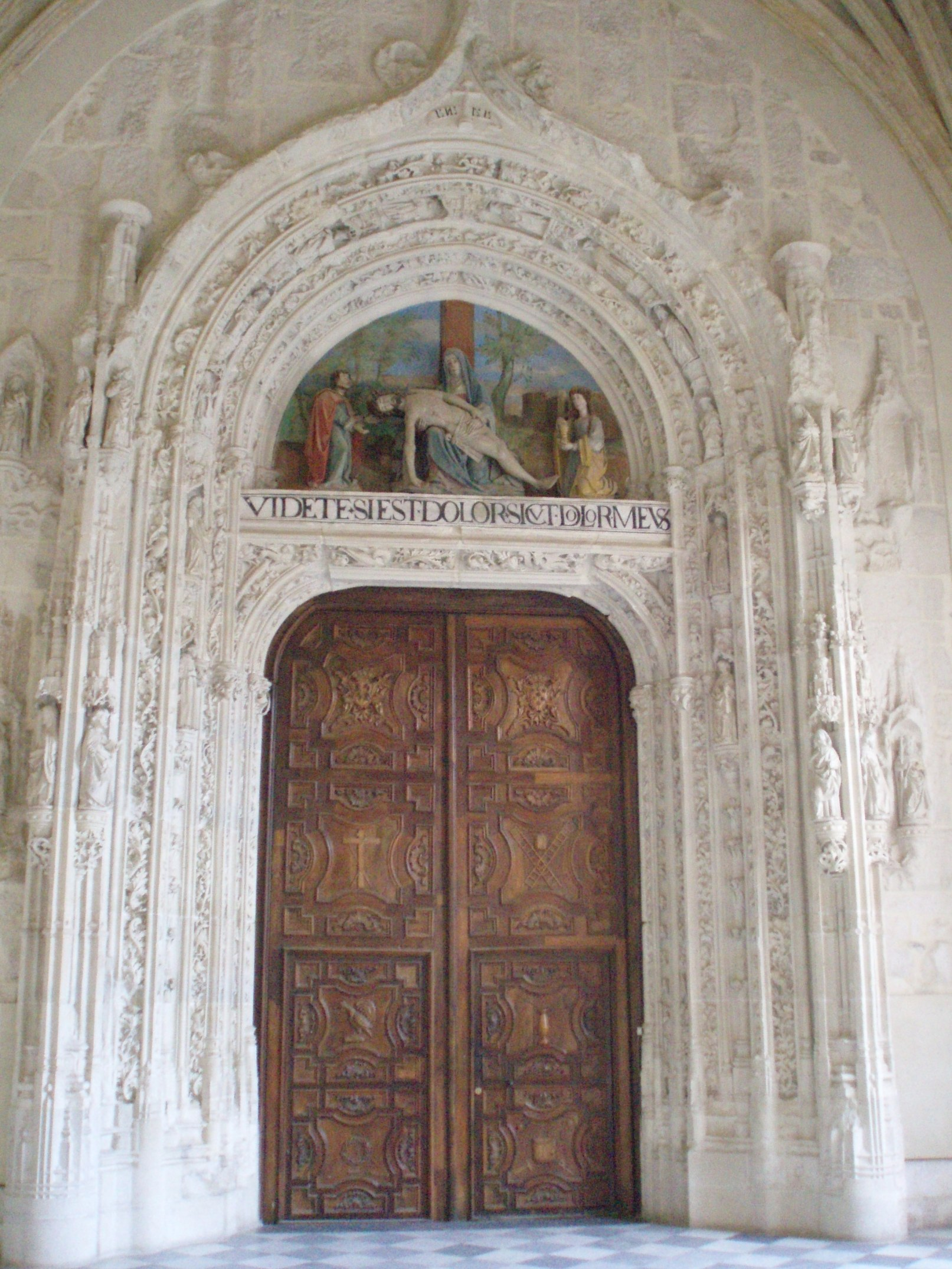
Entrata gotica in stile Re Cattolici della chiesa del monastero.

Il progetto prevedeva tre edifici: il monastero, la chiesa e un palazzo a disposizione dei re. All'inizio contribuirono diversi maestri e architetti come Rodrigo Alfonso, che lavorò anche nella cattedrale di Toledo, il morisco Abderramán, a cui si deve il refettorio gotico-mudéjar e Juan Guas, responsabile dell'atrio e del portale della chiesa e del chiostro dei monaci, che presenta un tempietto ottagonale molto caratteristico che contiene all'interno una fonte. Un secolo più tardi, alla fine del XV secolo, Juan e Rodrigo Hontañón lavorarono a El Paular. Il portale di accesso al patio dell'Ave Maria nel palazzo si deve a Rodrigo Gil de Hontañón.

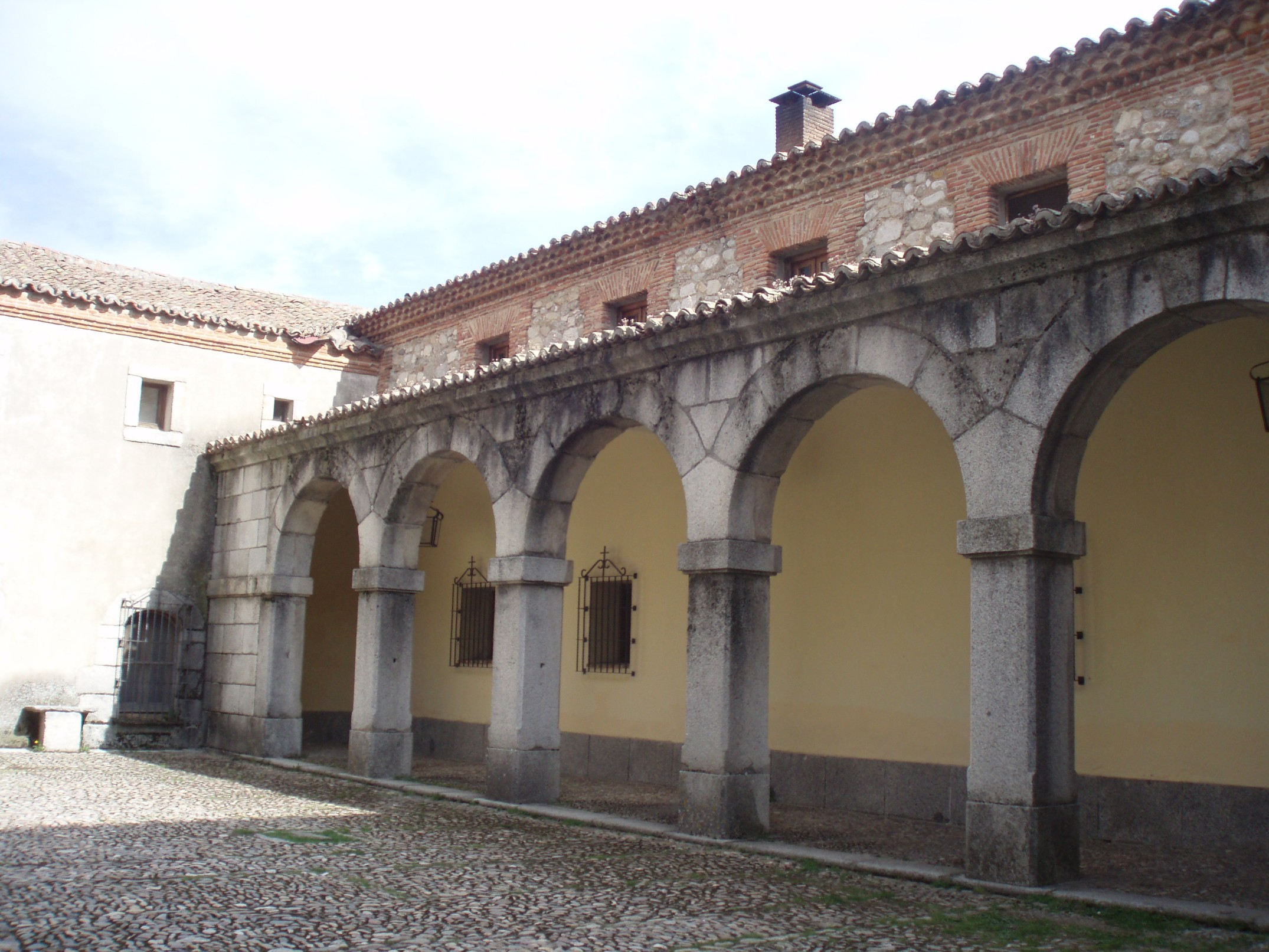
Chiostro che porta all'entrata della chiesa del monastero.

La chiesa fu completata durante il regno di Isabella la Cattolica (1475-1504) ed è la parte più notevole di tutto l'insieme. La cancellata che separa i fedeli dai monaci fu realizzata dal frate certosino Francisco de Salamanca è un'opera maestra nel suo genere. Gli stalli del coro furono rimessi nel 2003 nel sito attuale e originale, dopo che nel 1883 erano stati traslati alla basilica di San Francesco il Grande di Madrid. Questi stalli, di legno di noce, furono intarsiati nel XVI secolo dal segoviano Bartolomé Fernández, che realizzò anche gli stalli della chiesa del monastero de El Parral a Segovia.
La parte migliore, tuttavia, è il retablo, realizzato alla fine del XV secolo in alabastro policromo. Ricrea una serie di 17 scene bibliche con un dettaglio straordinario. Sembra che l'opera fu realizzata a Genova, su commissione del re Giovanni II di Castiglia, anche se altre fonti indicano che fu lavorato “in situ” da artisti della scuola di Juan Guas negli anni 1490. Questo potrebbe essere dimostrato dalla grande quantità di residui dello stesso alabastro del retablo che si gettarono nel patio di Matalobos per realizzare il terrapieno di quel sito (alcuni parzialmente lavorati) e che sono apparsi durante recenti lavori. È perfettamente conservato, e recentemente è stato oggetto di una profonda pulizia, che gli ha restituito tutto il suo splendore. Attualmente, per separare nella navata della chiesa le parti prima riservate a monaci e a conversi, sono state installati due grandi dipinti di Luis Feito (Madrid, 1929) che si elevano dal resto.

## La "serie certosina" di Vincenzo Carducci

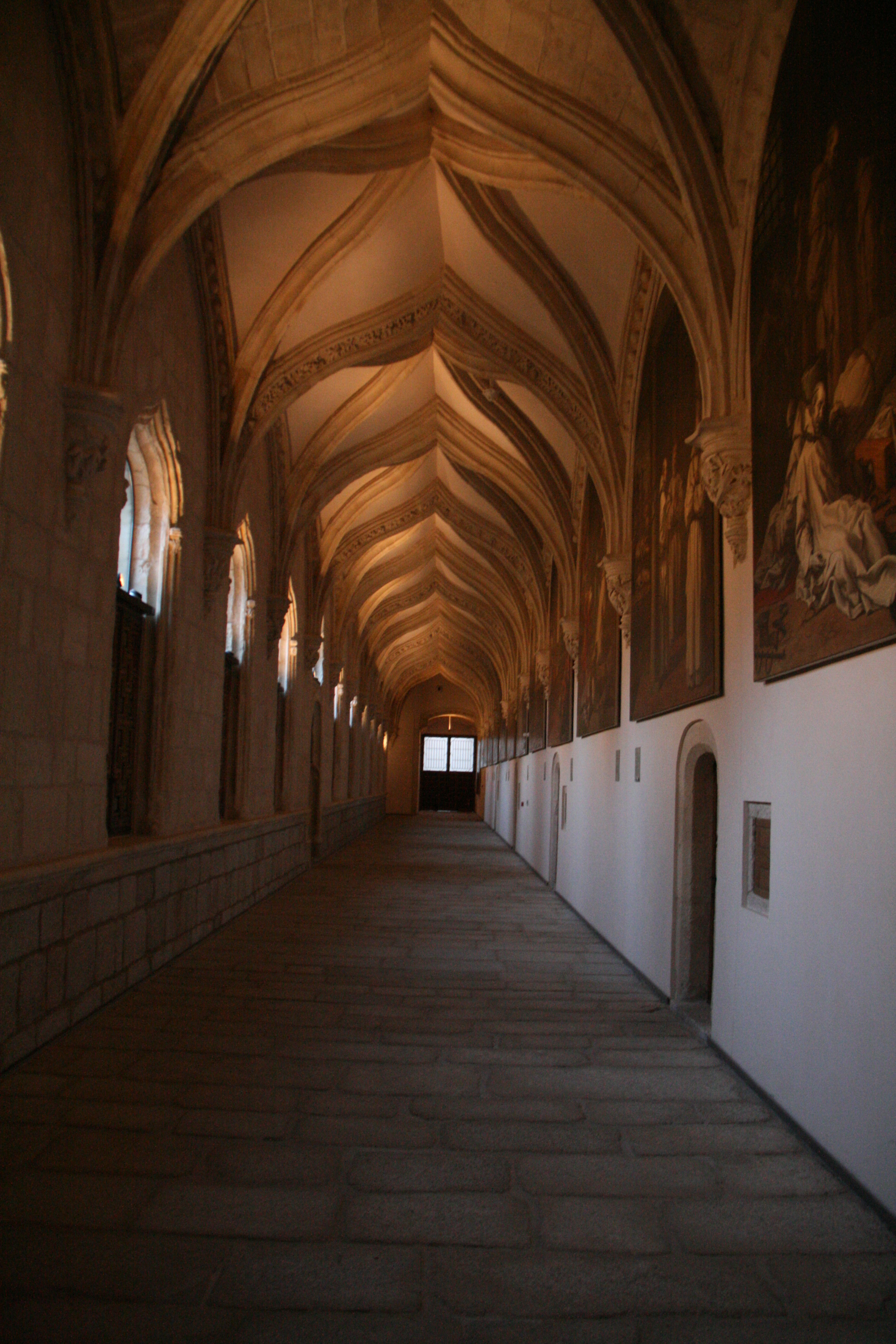
L'interno restaurato del chiostro con i dipinti di Vincenzo Carducci.

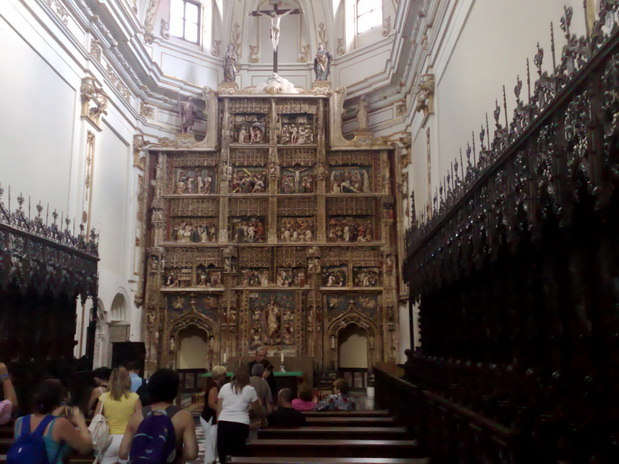
Retablo maggiore del Monastero de El Paular.

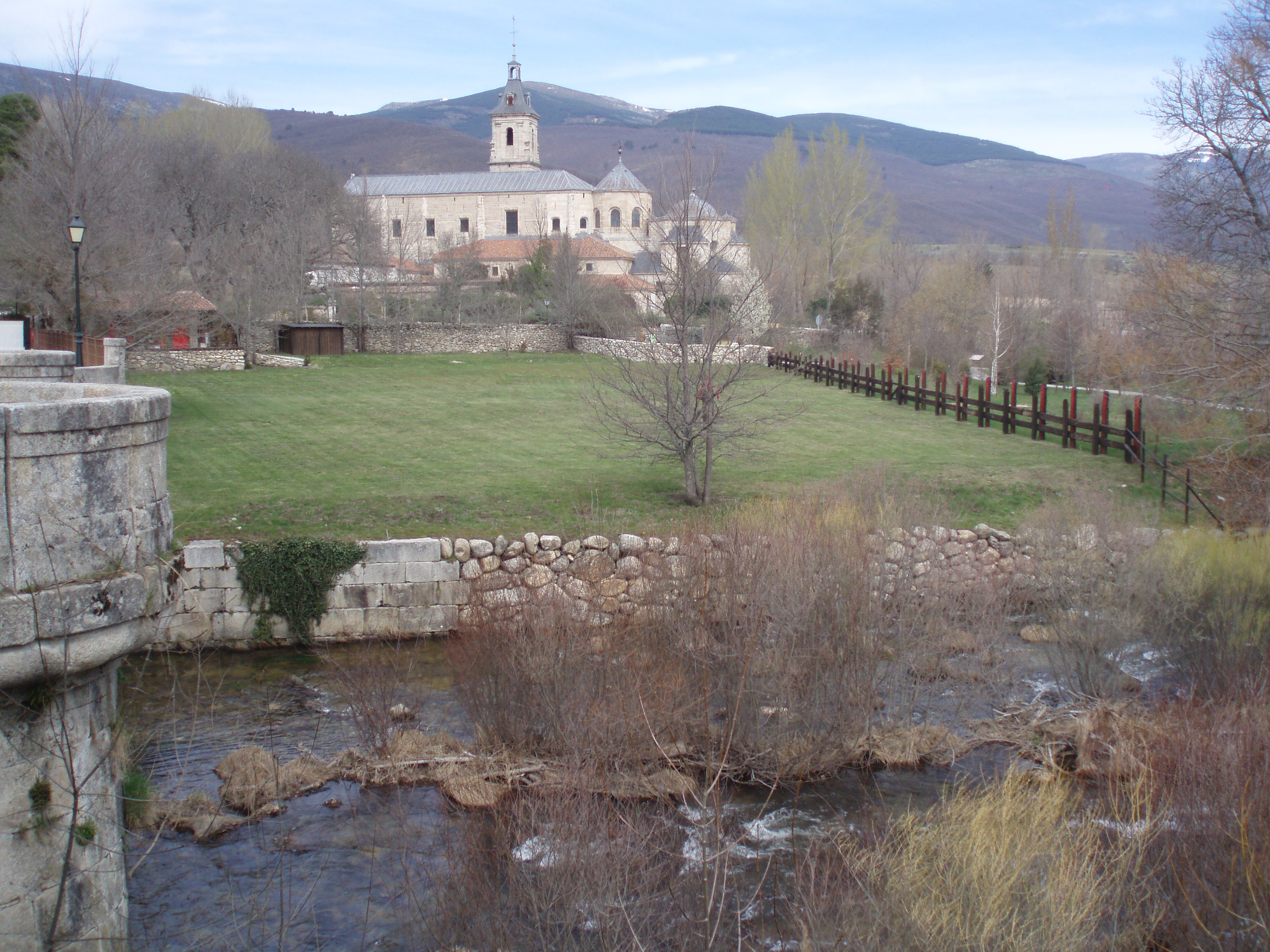
Monastero de El Paular dal Puente del Perdón.

Su incarico del priore Juan de Baeza, tra gli anni 1626 e 1632, Vincenzo Carducci - coetaneo di Velázquez e anch'egli "pintor regis" - dipinse per le 54 nicchie del chiostro del Paular altrettanti grandi quadri sulla vita del fondatore dell'ordine, San Bruno di Colonia, così come la storia dell'ordine certosino, che costituiscono una pagina di gloria della pittura universale. Dopo la desamortización del 1835, furono staccati e divisi tra vari musei ed istituzioni, però sorprendentemente si conservano in Spagna 52 di questi quadri. I due mancanti furono bruciati durante la guerra civile spagnola dai repubblicani a Tortosa, Tarragona, nel cui Museo Municipale si trovavano depositati. Dopo la restituzione dei due cori, opera di Bartolomé Fernández, che si custodivano nella basilica di San Francesco il Grande, recentemente conseguita, rimane ora il piacevole compito di conseguire la restituzione al chiostro certosino dei quadri di Vincenzo Carducci. Il Museo del Prado conserva attualmente il maggior numero di essi, 17, seguito dal Museo provinciale di La Coruña, con 14. Nell'estate del 2006 si finalizzò quello che sembrava impossibile: il restauro dei 52 quadri del ciclo. Questo si ottenne grazie alla costanza dello studioso tedesco Werner Beutler, alla decisione dei responsabili del Museo del Prado -in particolare Leticia Ruiz-, ed all'ingente e perfetto lavoro portato a capo dai restauratori dello studio ROA per sei anni. Si tenga in conto che ognuno dei 52 "mediopuntos" misura 3,45 x 3,15 metri, e che lo stato di conservazione di quasi tutti era pessimo. Ora solo manca completare gli importanti lavori di restauro e climatizzazione del chiostro, attualmente in corso, perché culmini un sogno attuale della storia dell'arte: il ritorno della serie certosina di Vincenzo Carducci al suo sito originale, il chiostro della Certosa Reale di Santa María del Paular.
Su questo tema esiste una splendida monografia pubblicata in spagnolo nel 1998 da Werner Beutler: Vicente Carducho en El Paular, 1998, editore Verlag Locher, Colonia. In questa opera, l'autore racconta in dettaglio la vita di Carducho, la storia della certosa del Paular, e studia uno per uno- con tanto di riproduzione fotografica- tutti i quadri del ciclo, analizzando le loro vicissitudini fino ai giorni nostri, il tema del quadro e le sue caratteristiche pittoriche. Questa opera è stata completata con un opuscolo dello stesso autore, intitolato "El retorno de Vicente Carducho a El Paular", edito nel 2006 con testo in spagnolo e tedesco; opuscolo in cui narra e attualizza la grande avventura che si sta per completare (le ultime previsioni parlano dell'inaugurazione nell'anno 2011).

## La cappella del Sacrario
Le cappelle e il tabernacolo formano un insieme che fu iniziato nel 1718, riformando la vecchia cappella di forma ottagonale che esisteva per l'esposizione e l'adorazione del Santissimo. L'autore del progetto dell'insieme fu il cordovese Francisco Hurtado Izquierdo (1669-1725), che già nel 1702 aveva realizzato il tabernacolo della certosa di Granada, ed è una delle opere barocche più belle della Spagna. Comprende da una parte il tabernacolo o trasparente vero e proprio, che è una struttura esagonale che ospita un Sacrario monumentale, costruito nel 1724 con marmi policromi estratti nelle cave di Cabra, Priego de Córdoba, Granada e delle montagne della provincia di Cordova. In esso si situava una grande custodia barocca di 24 arrobas d'argento, realizzata dal cordovese Pedradas, che occupava il centro del tabernacolo, scomparsa probabilmente durante "la francesada". Dall'altra parte, comprende una cappella ottagonale con quattro cappellette e tre altari. In esse si conservano le statue di diversi santi: santa Caterina, sant'Agata, san Giovanni, santa Lucia, sant'Agnese (tra quelle di san Gioacchino e sant'Anna), così come quelle dei santi certosini: san Bruno da Colonia, il beato Niccolò Albergati, sant'Ugo da Lincoln, e sant'Antelmo. La maggioranza di queste statue si devono a Pedro Duque y Cornejo (1677-1757), autore anche dei celebri stalli del coro della Cattedrale di Cordova, con cui furono contrattate il 20 maggio 1725. Le restanti sono opera del vallisoletano Pedro Alonso de los Ríos. La parte pittorica, di cui oggi restano pochi resti, la eseguì, nel 1723, l'artista di Bujalance Antonio Palomino come ultima opera della sua carriera.

## Sala Capitolare

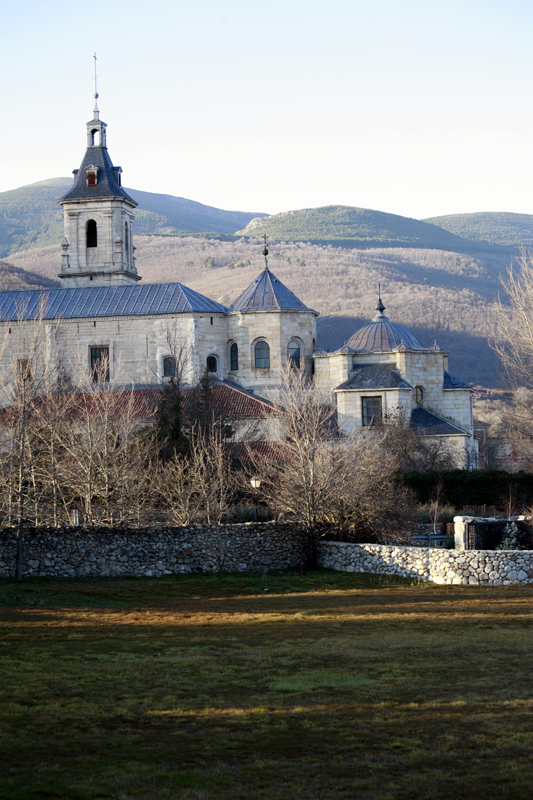
Monastero Reale di Santa María de El Paular dal Puente del Perdón.

È una stanza rettangolare coperta da tre ordini di volta a ogiva. Nel restauro del XVIII secolo, si pose una controsoffittatura decorata con angioletti e frutti policromi, oltre ad uno scudo di Castiglia sul muro occidentale.
Possiede un retablo anch'esso in stile barocco, opera di Churriguera, con sei colonne salomoniche nel corpo centrale, decorato con angioletti e densa vegetazione. Il retablo era dominato da una bella statua di san Bruno (oggi conservata nella vicina chiesa di Rascafría) accompagnato da sant'Ugo e sant'Antelmo, che sono ancora nelle rispettive nicchie. Attualmente occupa la cappella centrale del retablo un'immagine dell'Immacolata che anticamente si trovava nella parte superiore dell'arco di separazione tra i cori dei fratelli e dei monaci nella chiesa principale del monastero. Nella parte centrale superiore risalta la Crocifissione, di grande effetto drammatico.

## Attività economica

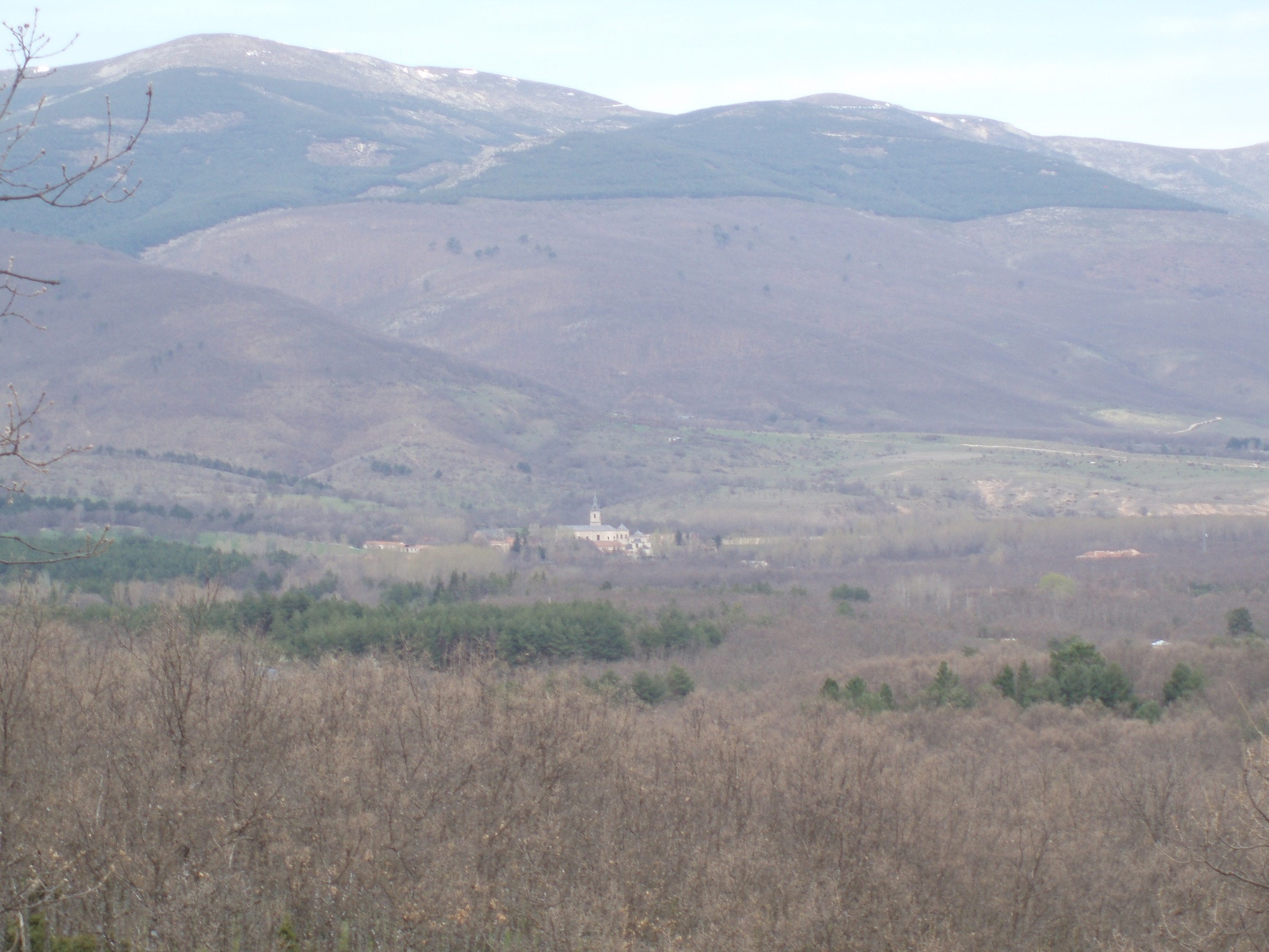
Il monastero si fonde nel paesaggio montuoso della valle del Lozoya.

Vicino alla chiesa e all'edificio del monastero, i monaci certosini possedevano un'estesa tenuta di terra che coltivavano con cura e vari laboratori artigiani. Per secoli i monaci del Paular sfruttarono efficacemente la pesca nel fiume Lozoya, i boschi nelle vicinanze, l'allevamento ovino e due mulini, uno per alimentare la sega per la legna e uno per fabbricare la carta. Dal XV al XIX secolo quasi tutta la valle del Lozoya dipese in gran parte dall'attività agricola, industriale e commerciale del monastero.
Nel XVII secolo lavoravano nel mulino della carta 40 operai, e ivi si fabbricarono i fogli di carta su cui -nel laboratorio di Cuesta, nel 1604- si stampò l'edizione principe del Don Chisciotte. Nel sito dove sorgeva questo mulino esistette fino al 1950 un albergo della Sezione Femminile, di cui oggi rimangono solo rovine. Quello che tuttora si può osservare, vicino ad un bosco di pioppi che arriva fino al puente del Perdón, sono i resti delle prese dei canali che portavano l'acqua a questi mulini.

## Desamortización e abbandono
Nel 1835 la desamortización di Mendizábal colpì in pieno il monastero e l'ordine certosino fu cacciato. Buona parte delle opere d'arte contenute nel monastero andarono perdute come, per esempio, i retablos e gli altari che decoravano le pareti della chiesa e le migliaia di libri che custodiva la magnifica biblioteca. Già senza monaci che occupavano il chiostro, nel 1876, poco dopo la salita al trono di Alfonso XII, il governo dichiarò il monastero reale di Santa María de El Paular monumento nazionale, che, probabilmente, salvò l'edificio dalla rovina totale. 

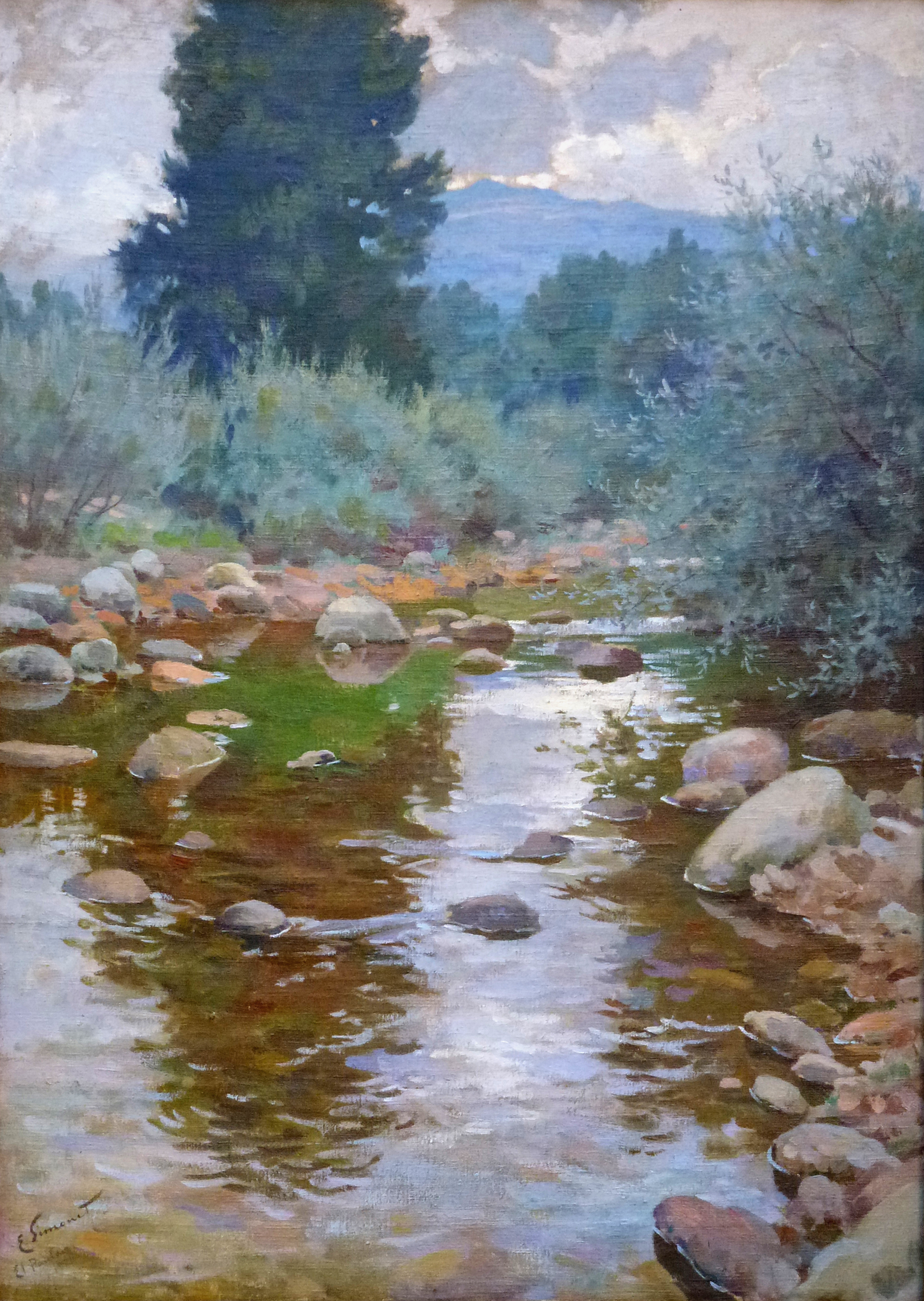
Paisaje de El Paular (1921) di Enrique Simonet.

Nel 1918, la Direzione generale delle belle arti creò la "Scuola di pittori del Paular", diretta da Enrique Simonet, che finanziava il soggiorno di pittori nei mesi estivi nelle antiche celle. Allora, quelle celle mezzo distrutte ospitavano in estate anche uomini come lo storico Ramón Menéndez Pidal o il poeta Enrique de Mesa, e il monastero inizia a essere il centro nevralgico dell'antività scientifica ed escursionistica dell'Institución Libre de Enseñanza, fondata da Francisco Giner de los Ríos. E al caldo di questa, nel 1913 si fonda la Società Reale di Alpinismo Peñalara, che farà della torre allora scamozzata del Paular il simbolo della sua rivista mensile. Durante la guerra civile, Rascafría ed el Paular furono occupate dalle truppe dell'esercito repubblicano, che bruciarono la chiesa del paese (come quelle di tutti i paesi della valle del Lozoya) e distrussero quel poco che rimaneva nella certosa. Così, nel giardino del chiostro si trova un sepolcro di pietra con copertura a due ante, che conteneva i resti del vescovo di Segovia don Melchor de Moscoso, che lo fu fino alla morte avvenuta nel 1632, sepolcro che fu aperto e saccheggiato. Passata la guerra, e caduto ormai in abbandono, nel 1954 il Governo del generale Francisco Franco cedette il monastero in usufrutto vitalizio all'ordine benedettino (nella scrittura di cessione ai benedettini si dice testualmente «non essendosi potuta farsi carico di essa l'ordine dei certosini»). In base a quel documento, arrivarono dodici monaci procedenti dall'abbazia di Valvanera, in La Rioja, volendo fare del Paular un centro di espansione di religiosità e di cultura dal cuore della Spagna. Inizia così un piano di restauri che continua tuttora. Otto monaci dell'ordine di San Benedetto mantengono oggi vivo l'antico cenobio.

## El Paular oggi

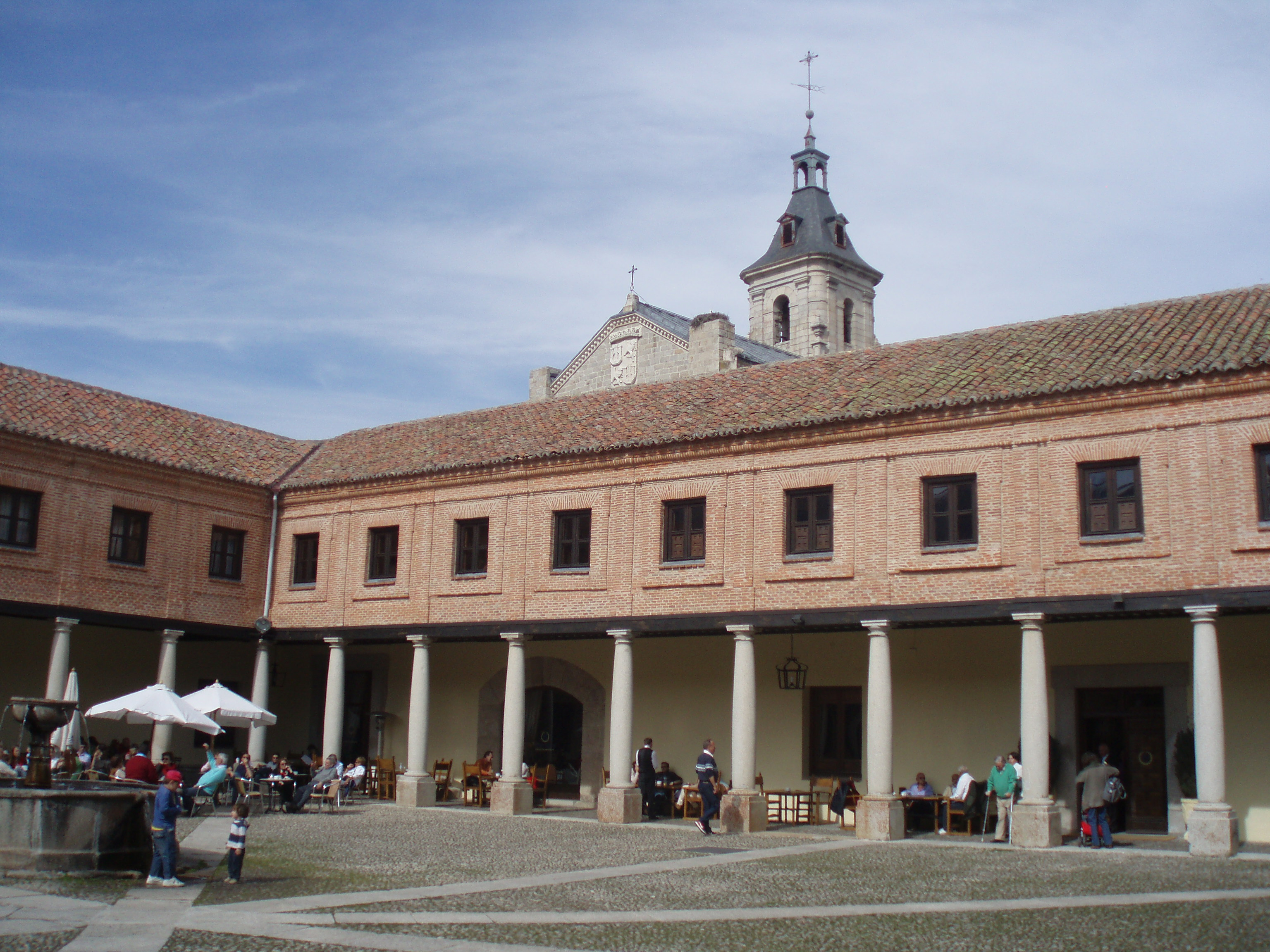
Monastero de El Paular dal chiostro dove è situato l'albergo.

Attualmente i monaci continuano a occupare una parte del monastero, quella situata a sinistra della chiesa. Il palazzo fu riconvertito in albergo gestito dalla catena statunitense Sheraton. Tanto il monastero de El Paular come i dintorni sono una destinazione abituale degli abitanti di Madrid per scappare dalla città. Di fronte al monastero si trova l'Arboreto Giner de los Ríos ed il Puente del Perdón, costruito nel XVIII secolo, che attraversa il fiume Lozoya. La zona del Paular è pregiata dal punto di vista naturale: per il fatto di essere circondato da montagne che superano i 2.000 metri di altezza, vi è una generosa vegetazione che tappezza il fondovalle, composta da latifoglie come la quercia, il frassino e il platano.
Passando al tramonto per il fondovalle, tra il Lozoya e le terre dell'antica certosa, risuonano ancora i versi anonimi di un monaco del Paular:
"Todavía hay un valle
y una tarde serena.
Y lejos, una campana
que suena en la serena
tarde, todavía."